# Veronika Hauke-Walek
Veronika Hauke-Walek (* 14. Juni 1979 in Wien als Veronika Hauke) ist eine ehemalige österreichische Triathletin. Sie ist Triathlon-Staatsmeisterin auf der Mitteldistanz (2006, 2008) und Langdistanz (2007). Sie wird in der Bestenliste österreichischer Triathletinnen auf der Ironman-Distanz geführt.

## Werdegang
Veronika Hauke studierte an der Medizinischen Universität Wien und arbeitete als Zahnärztin im Implantatzentrum ihres Vaters Dr. Wolf-Dietrich Hauke. Seit 2019 führt sie eine Zahnarztpraxis in Wien-Mariahilf.
Sie lief 2000 ihren ersten Marathon und startete 2004 erstmals beim Austria-Triathlon über die Langdistanz (3,86 km Schwimmen, 180,2 km Radfahren und 42,195 km Laufen), wo sie gewinnen konnte. 2005 bestritt die Wiener Sportmedizinerin ihren ersten Ironman in Klagenfurt. 2006 und erneut im August 2008 in Litschau wurde Veronika Hauke Triathlon-Staatsmeisterin auf der Mitteldistanz.
2009 wurde sie Vizestaatsmeisterin über die olympische Distanz (1,5 km Schwimmen, 40 km Radfahren und 10 km Laufen).

### Privates
Sie ist seit 2012 mit dem Rundfunkmoderator Tom Walek (* 1971) verheiratet. Gemeinsam haben sie seit Mai 2014 eine Tochter und seit Oktober 2015 einen Sohn.

## Sportliche Erfolge
| Datum/Jahr    | Rang | Wettbewerb                                       | Austragungsort | Zeit     | Bemerkung |
| ------------- | ---- | ------------------------------------------------ | -------------- | -------- | --- |
| 6. Juni 2009  | 2    | Vienna City Triathlon                            | Wien           | 02:10:28 | Hinter Irina Kirchler wurde Veronika Hauke über die olympische Distanz Österreichische Vizestaatsmeisterin.                                        |
| 24. Mai 2009  | 8    | Ironman 70.3 Austria                             | St. Pölten     | 04:38:11 | |
| 23. Aug. 2008 | 1    | ÖTRV Staatsmeisterschaft Triathlon Mitteldistanz | Litschau       | 04:45:30 | Österreichische Staatsmeisterin auf der Mitteldistanz – beim Waldviertler Eisenmann Triathlon (2,3 km Schwimmen, 84 km Radfahren und 21 km Laufen) |
| 13. Sep. 2008 | 21   | ITU Triathlon European Cup                       | Wien           | 02:06:35 | Vienna City Triathlon auf der olympischen Distanz (1,5 km Schwimmen, 40 km Radfahren und 10 km Laufen)                                             |
| Juni 2008     | 1    | Neufelder Triathlon                              | Neufelder See  |          | Olympische Distanz |
| 24. Mai 2008  | 4    | Ironman 70.3 Austria                             | St. Pölten     | 04:32:01 | [ 9 ] |
| 2. Juni 2007  | 4    | Ironman 70.3 Austria                             | St. Pölten     | 04:32:27 | Als beste Österreicherin landet Veronika Hauke im weiblichen Starterfeld auf dem vierten Rang.                                                     |
| 20. Mai 2007  | 21   | ITU Triathlon European Cup                       | Sanremo        | 02:27:57 | |
| 2007          | 1    | Tri Motion Saalfelden                            | Saalfelden     | 04:15:52 | Triathlon über die Halbdistanz |
| 10. Juni 2006 | 1    | ÖTRV Staatsmeisterschaft Triathlon Mitteldistanz | Litschau       |          | Österreichische Staatsmeisterin auf der Mitteldistanz                                                                                              |

| Datum/Jahr    | Rang | Wettbewerb                                     | Austragungsort | Zeit     | Bemerkung |
| ------------- | ---- | ---------------------------------------------- | -------------- | -------- | --- |
| 13. Juli 2008 | DNF  | Ironman Austria                                | Klagenfurt     | –        | |
| 13. Okt. 2007 | 33   | Ironman Hawaii                                 | Hawaii         | 10:21:04 | Veronika Hauke startete als einzige österreichische Profi-Triathletin beim Ironman auf Hawaii. |
| 8. Juli 2007  | 1    | ÖTRV Staatsmeisterschaft Triathlon Langdistanz | Klagenfurt     | 09:09:33 | persönliche Bestzeit auf der Ironman-Distanz – und Staatsmeisterin auf der Langdistanz; als Zweite beim Ironman Austria                                                                                           |
| 21. Okt. 2006 | 16   | Ironman Hawaii                                 | Hawaii         | 09:49:28 | |
| 16. Juli 2006 | 3    | Ironman Austria                                | Klagenfurt     | 09:28:56 | |
| 5. Juli 2005  | 2    | ÖTRV Staatsmeisterschaft Triathlon Langdistanz | Klagenfurt     | 09:35:04 | Hauke schaffte in Klagenfurt mit ihrem dritten Rang beim Ironman Austria als fünfte Österreicherin (nach Kate Allen, Norbert Langbrandtner, Werner Leitner und Hubert Hammerl) den Sprung auf das Ironman-Podest. |
| 28. Aug. 2004 | 1    | Austria-Triathlon                              | Podersdorf     | 09:47:22 | |

(DNF – Did Not Finish)